# Long Tử Hồ
Long Tử Hồ (chữ Hán giản thể: 龙子湖区, Hán Việt: Long Tử Hồ khu) là một quận thuộc địa cấp thị Bạng Phụ, tỉnh An Huy, Cộng hòa Nhân dân Trung Hoa. Quận Long Tử Hồ có các nhai đạo: Đông Phong, Trị Hoài, Đông Thăng, Giải Phóng, Tào Sơn, Duyên An; trấn Trường Hoài Vệ; hương Lý Lâu; các thôn Tào Bành, Cừu Cường, Tôn Dĩnh và Nam Sơn. Quận lỵ đóng ở đường Giải Phóng. Bến xe Bạng Phụ, Đại học Kinh tế tài chính An Huy, Học viện Y khoa Bạng Phụ đều nằm ở quận này.